# Tityobuthus dastychi
Espèce
Tityobuthus dastychi est une espèce de scorpions de la famille des Ananteridae.

## Distribution
Cette espèce est endémique de la province de Majunga à Madagascar. Elle se rencontre vers Ampijoroa et Bekopaka.

## Description
Le mâle décrit par Lourenço et Goodman en 2003 mesure 19,8 mm.

## Systématique et taxinomie
Cette espèce a été décrite par Lourenço en 1997.

## Étymologie
Cette espèce est nommée en l'honneur de Hieronymus Dastych.

## Publication originale
- Lourenço, 1997 : « Another new species of Tityobuthus from Madagascar (Scorpiones, Buthidae). » Entomologische Mitteilungen aus dem Zoologischen Museum Hamburg, vol. 12, no 155, p. 147-151 (texte intégral).